# رموز البلدان م
هذه القائمة تضم رموز البلدان، للدول التي تبدأ بحرف M

## ماكاو
| أيزو 3166-1 رقمي 446                                         | أيزو 3166-1 حرفي-3 MAC                            | أيزو 3166-1 حرفي-2 MO                              | رمز مطار منظمة الطيران المدني الدولي بادئة(es) VM          |
| قائمة مفاتيح الهاتف لدول العالم +853                         | قائمة رموز بلدان اللجنة الأولمبية الدولية —       | النطاق الأعلى في ترميز الدولة .mo                  | منظمة الطيران المدني الدولي تسجيل الطائرات. بادئة (es) B-M |
| الهوية الدولية لمشترك الجوال رمز البلد في الهاتف المحمول 455 | قائمة رموز أعضاء حلف الناتو رمز من ثلاثة حروف MAC | قائمة رموز أعضاء حلف الناتو رمز من حرفين (قديم) MC | مكتبة الكونغرس مارك (نظام فهرسة) MH                        |
| أرقام الهوية البحرية 453                                     | قائمة رموز الاتحاد الدولي للاتصالات MAC           | رموز معايير معالجة المعلومات الفيدرالية MC         | رمز تسجيل المركبات الدولي —                                |
| GTIN بادئة (es) 958                                          | رمز برنامج الأمم المتحدة الإنمائي MAC             | المنظمة العالمية للأرصاد الجوية رمز البلد MU       | بادئة نداء الاتحاد الدولي للاتصالات XXA-XXZ                |

## مقدونيا
| أيزو 3166-1 رقمي 807                                         | أيزو 3166-1 حرفي-3 MKD                            | أيزو 3166-1 حرفي-2 MK                              | رمز مطار منظمة الطيران المدني الدولي بادئة(es) LW          |
| قائمة مفاتيح الهاتف لدول العالم +389                         | قائمة رموز بلدان اللجنة الأولمبية الدولية MKD     | النطاق الأعلى في ترميز الدولة .mk                  | منظمة الطيران المدني الدولي تسجيل الطائرات. بادئة (es) Z3- |
| الهوية الدولية لمشترك الجوال رمز البلد في الهاتف المحمول 294 | قائمة رموز أعضاء حلف الناتو رمز من ثلاثة حروف FYR | قائمة رموز أعضاء حلف الناتو رمز من حرفين (قديم) FY | مكتبة الكونغرس مارك (نظام فهرسة) XN                        |
| أرقام الهوية البحرية 274                                     | قائمة رموز الاتحاد الدولي للاتصالات MKD           | رموز معايير معالجة المعلومات الفيدرالية MK         | رمز تسجيل المركبات الدولي MK                               |
| GTIN بادئة (es) 531                                          | رمز برنامج الأمم المتحدة الإنمائي MCD             | المنظمة العالمية للأرصاد الجوية رمز البلد MJ       | بادئة نداء الاتحاد الدولي للاتصالات Z3A-Z3Z                |

## مدغشقر
| أيزو 3166-1 رقمي 450                                         | أيزو 3166-1 حرفي-3 MDG                            | أيزو 3166-1 حرفي-2 MG                              | رمز مطار منظمة الطيران المدني الدولي بادئة(es) FMM, FMN, FMS |
| قائمة مفاتيح الهاتف لدول العالم +261                         | قائمة رموز بلدان اللجنة الأولمبية الدولية MAD     | النطاق الأعلى في ترميز الدولة .mg                  | منظمة الطيران المدني الدولي تسجيل الطائرات. بادئة (es) 5R-   |
| الهوية الدولية لمشترك الجوال رمز البلد في الهاتف المحمول 646 | قائمة رموز أعضاء حلف الناتو رمز من ثلاثة حروف MDG | قائمة رموز أعضاء حلف الناتو رمز من حرفين (قديم) MA | مكتبة الكونغرس مارك (نظام فهرسة) MG                          |
| أرقام الهوية البحرية 647                                     | قائمة رموز الاتحاد الدولي للاتصالات MDG           | رموز معايير معالجة المعلومات الفيدرالية MA         | رمز تسجيل المركبات الدولي RM                                 |
| GTIN بادئة (es) —                                            | رمز برنامج الأمم المتحدة الإنمائي MAG             | المنظمة العالمية للأرصاد الجوية رمز البلد MG       | بادئة نداء الاتحاد الدولي للاتصالات 5RA-5SZ, 6XA-6XZ         |

## مالاوي
| أيزو 3166-1 رقمي 454                                         | أيزو 3166-1 حرفي-3 MWI                            | أيزو 3166-1 حرفي-2 MW                              | رمز مطار منظمة الطيران المدني الدولي بادئة(es) FW          |
| قائمة مفاتيح الهاتف لدول العالم +265                         | قائمة رموز بلدان اللجنة الأولمبية الدولية MAW     | النطاق الأعلى في ترميز الدولة .mw                  | منظمة الطيران المدني الدولي تسجيل الطائرات. بادئة (es) 7Q- |
| الهوية الدولية لمشترك الجوال رمز البلد في الهاتف المحمول 650 | قائمة رموز أعضاء حلف الناتو رمز من ثلاثة حروف MWI | قائمة رموز أعضاء حلف الناتو رمز من حرفين (قديم) MI | مكتبة الكونغرس مارك (نظام فهرسة) MW                        |
| أرقام الهوية البحرية 655                                     | قائمة رموز الاتحاد الدولي للاتصالات MWI           | رموز معايير معالجة المعلومات الفيدرالية MI         | رمز تسجيل المركبات الدولي MW                               |
| GTIN بادئة (es) —                                            | رمز برنامج الأمم المتحدة الإنمائي MLW             | المنظمة العالمية للأرصاد الجوية رمز البلد MW       | بادئة نداء الاتحاد الدولي للاتصالات 7QA-7QZ                |

## ماليزيا
| أيزو 3166-1 رقمي 458                                         | أيزو 3166-1 حرفي-3 MYS                            | أيزو 3166-1 حرفي-2 MY                              | رمز مطار منظمة الطيران المدني الدولي بادئة(es) WB, WM      |
| قائمة مفاتيح الهاتف لدول العالم +60                          | قائمة رموز بلدان اللجنة الأولمبية الدولية MAS     | النطاق الأعلى في ترميز الدولة .my                  | منظمة الطيران المدني الدولي تسجيل الطائرات. بادئة (es) 9M- |
| الهوية الدولية لمشترك الجوال رمز البلد في الهاتف المحمول 502 | قائمة رموز أعضاء حلف الناتو رمز من ثلاثة حروف MYS | قائمة رموز أعضاء حلف الناتو رمز من حرفين (قديم) MY | مكتبة الكونغرس مارك (نظام فهرسة) MY                        |
| أرقام الهوية البحرية 533                                     | قائمة رموز الاتحاد الدولي للاتصالات MLA           | رموز معايير معالجة المعلومات الفيدرالية MY         | رمز تسجيل المركبات الدولي MAL                              |
| GTIN بادئة (es) 955                                          | رمز برنامج الأمم المتحدة الإنمائي MAL             | المنظمة العالمية للأرصاد الجوية رمز البلد MS       | بادئة نداء الاتحاد الدولي للاتصالات 9MA-9MZ, 9WA-9WZ       |

## جزر المالديف
| أيزو 3166-1 رقمي 462                                         | أيزو 3166-1 حرفي-3 MDV                            | أيزو 3166-1 حرفي-2 MV                              | رمز مطار منظمة الطيران المدني الدولي بادئة(es) VR          |
| قائمة مفاتيح الهاتف لدول العالم +960                         | قائمة رموز بلدان اللجنة الأولمبية الدولية MDV     | النطاق الأعلى في ترميز الدولة .mv                  | منظمة الطيران المدني الدولي تسجيل الطائرات. بادئة (es) 8Q- |
| الهوية الدولية لمشترك الجوال رمز البلد في الهاتف المحمول 472 | قائمة رموز أعضاء حلف الناتو رمز من ثلاثة حروف MDV | قائمة رموز أعضاء حلف الناتو رمز من حرفين (قديم) MV | مكتبة الكونغرس مارك (نظام فهرسة) XC                        |
| أرقام الهوية البحرية 455                                     | قائمة رموز الاتحاد الدولي للاتصالات MLD           | رموز معايير معالجة المعلومات الفيدرالية MV         | رمز تسجيل المركبات الدولي MV (unofficial)                  |
| GTIN بادئة (es) —                                            | رمز برنامج الأمم المتحدة الإنمائي MDV             | المنظمة العالمية للأرصاد الجوية رمز البلد MV       | بادئة نداء الاتحاد الدولي للاتصالات 8QA-8QZ                |

## مالي
| أيزو 3166-1 رقمي 466                                         | أيزو 3166-1 حرفي-3 MLI                            | أيزو 3166-1 حرفي-2 ML                              | رمز مطار منظمة الطيران المدني الدولي بادئة(es) GA          |
| قائمة مفاتيح الهاتف لدول العالم +223                         | قائمة رموز بلدان اللجنة الأولمبية الدولية MLI     | النطاق الأعلى في ترميز الدولة .ml                  | منظمة الطيران المدني الدولي تسجيل الطائرات. بادئة (es) TZ- |
| الهوية الدولية لمشترك الجوال رمز البلد في الهاتف المحمول 610 | قائمة رموز أعضاء حلف الناتو رمز من ثلاثة حروف MLI | قائمة رموز أعضاء حلف الناتو رمز من حرفين (قديم) ML | مكتبة الكونغرس مارك (نظام فهرسة) ML                        |
| أرقام الهوية البحرية 649                                     | قائمة رموز الاتحاد الدولي للاتصالات MLI           | رموز معايير معالجة المعلومات الفيدرالية ML         | رمز تسجيل المركبات الدولي RMM                              |
| GTIN بادئة (es) —                                            | رمز برنامج الأمم المتحدة الإنمائي MLI             | المنظمة العالمية للأرصاد الجوية رمز البلد MI       | بادئة نداء الاتحاد الدولي للاتصالات TZA-TZZ                |

## مالطا
| أيزو 3166-1 رقمي 470                                         | أيزو 3166-1 حرفي-3 MLT                            | أيزو 3166-1 حرفي-2 MT                              | رمز مطار منظمة الطيران المدني الدولي بادئة(es) LM          |
| قائمة مفاتيح الهاتف لدول العالم +356                         | قائمة رموز بلدان اللجنة الأولمبية الدولية MLT     | النطاق الأعلى في ترميز الدولة .mt                  | منظمة الطيران المدني الدولي تسجيل الطائرات. بادئة (es) 9H- |
| الهوية الدولية لمشترك الجوال رمز البلد في الهاتف المحمول 278 | قائمة رموز أعضاء حلف الناتو رمز من ثلاثة حروف MLT | قائمة رموز أعضاء حلف الناتو رمز من حرفين (قديم) MT | مكتبة الكونغرس مارك (نظام فهرسة) MM                        |
| أرقام الهوية البحرية 215, 248, 249, 256                      | قائمة رموز الاتحاد الدولي للاتصالات MLT           | رموز معايير معالجة المعلومات الفيدرالية MT         | رمز تسجيل المركبات الدولي M                                |
| GTIN بادئة (es) 535                                          | رمز برنامج الأمم المتحدة الإنمائي MAT             | المنظمة العالمية للأرصاد الجوية رمز البلد ML       | بادئة نداء الاتحاد الدولي للاتصالات 9HA-9HZ                |

## جزر مارشال
| أيزو 3166-1 رقمي 584                                         | أيزو 3166-1 حرفي-3 MHL                            | أيزو 3166-1 حرفي-2 MH                              | رمز مطار منظمة الطيران المدني الدولي بادئة(es) EN, PK      |
| قائمة مفاتيح الهاتف لدول العالم +692                         | قائمة رموز بلدان اللجنة الأولمبية الدولية —       | النطاق الأعلى في ترميز الدولة .mh                  | منظمة الطيران المدني الدولي تسجيل الطائرات. بادئة (es) V7- |
| الهوية الدولية لمشترك الجوال رمز البلد في الهاتف المحمول 551 | قائمة رموز أعضاء حلف الناتو رمز من ثلاثة حروف MHL | قائمة رموز أعضاء حلف الناتو رمز من حرفين (قديم) RM | مكتبة الكونغرس مارك (نظام فهرسة) XE                        |
| أرقام الهوية البحرية 538                                     | قائمة رموز الاتحاد الدولي للاتصالات MHL           | رموز معايير معالجة المعلومات الفيدرالية RM         | رمز تسجيل المركبات الدولي MH (unofficial)                  |
| GTIN بادئة (es) —                                            | رمز برنامج الأمم المتحدة الإنمائي MAS             | المنظمة العالمية للأرصاد الجوية رمز البلد MH       | بادئة نداء الاتحاد الدولي للاتصالات V7A-V7Z                |

## مارتينيك
| أيزو 3166-1 رقمي 474                                         | أيزو 3166-1 حرفي-3 MTQ                            | أيزو 3166-1 حرفي-2 MQ                              | رمز مطار منظمة الطيران المدني الدولي بادئة(es) TF         |
| قائمة مفاتيح الهاتف لدول العالم +596                         | قائمة رموز بلدان اللجنة الأولمبية الدولية —       | النطاق الأعلى في ترميز الدولة .mq                  | منظمة الطيران المدني الدولي تسجيل الطائرات. بادئة (es) F- |
| الهوية الدولية لمشترك الجوال رمز البلد في الهاتف المحمول 340 | قائمة رموز أعضاء حلف الناتو رمز من ثلاثة حروف MTQ | قائمة رموز أعضاء حلف الناتو رمز من حرفين (قديم) MB | مكتبة الكونغرس مارك (نظام فهرسة) MQ                       |
| أرقام الهوية البحرية 347                                     | قائمة رموز الاتحاد الدولي للاتصالات MRT           | رموز معايير معالجة المعلومات الفيدرالية MB         | رمز تسجيل المركبات الدولي —                               |
| GTIN بادئة (es) —                                            | رمز برنامج الأمم المتحدة الإنمائي MAQ             | المنظمة العالمية للأرصاد الجوية رمز البلد MR       | بادئة نداء الاتحاد الدولي للاتصالات —                     |

## موريتانيا
| أيزو 3166-1 رقمي 478                                         | أيزو 3166-1 حرفي-3 MRT                            | أيزو 3166-1 حرفي-2 MR                              | رمز مطار منظمة الطيران المدني الدولي بادئة(es) GQ          |
| قائمة مفاتيح الهاتف لدول العالم +222                         | قائمة رموز بلدان اللجنة الأولمبية الدولية MTN     | النطاق الأعلى في ترميز الدولة .mr                  | منظمة الطيران المدني الدولي تسجيل الطائرات. بادئة (es) 5T- |
| الهوية الدولية لمشترك الجوال رمز البلد في الهاتف المحمول 609 | قائمة رموز أعضاء حلف الناتو رمز من ثلاثة حروف MRT | قائمة رموز أعضاء حلف الناتو رمز من حرفين (قديم) MR | مكتبة الكونغرس مارك (نظام فهرسة) MU                        |
| أرقام الهوية البحرية 654                                     | قائمة رموز الاتحاد الدولي للاتصالات MTN           | رموز معايير معالجة المعلومات الفيدرالية MR         | رمز تسجيل المركبات الدولي RIM                              |
| GTIN بادئة (es) —                                            | رمز برنامج الأمم المتحدة الإنمائي MAU             | المنظمة العالمية للأرصاد الجوية رمز البلد MT       | بادئة نداء الاتحاد الدولي للاتصالات 5TA-5TZ                |

## موريشيوس
| أيزو 3166-1 رقمي 480                                         | أيزو 3166-1 حرفي-3 MUS                            | أيزو 3166-1 حرفي-2 MU                              | رمز مطار منظمة الطيران المدني الدولي بادئة(es) FI          |
| قائمة مفاتيح الهاتف لدول العالم +230                         | قائمة رموز بلدان اللجنة الأولمبية الدولية MRI     | النطاق الأعلى في ترميز الدولة .mu                  | منظمة الطيران المدني الدولي تسجيل الطائرات. بادئة (es) 3B- |
| الهوية الدولية لمشترك الجوال رمز البلد في الهاتف المحمول 617 | قائمة رموز أعضاء حلف الناتو رمز من ثلاثة حروف MUS | قائمة رموز أعضاء حلف الناتو رمز من حرفين (قديم) MP | مكتبة الكونغرس مارك (نظام فهرسة) MF                        |
| أرقام الهوية البحرية 645                                     | قائمة رموز الاتحاد الدولي للاتصالات MAU           | رموز معايير معالجة المعلومات الفيدرالية MP         | رمز تسجيل المركبات الدولي MS                               |
| GTIN بادئة (es) 609                                          | رمز برنامج الأمم المتحدة الإنمائي MAR             | المنظمة العالمية للأرصاد الجوية رمز البلد MA       | بادئة نداء الاتحاد الدولي للاتصالات 3BA-3BZ                |

## مايوت
| أيزو 3166-1 رقمي 175                                       | أيزو 3166-1 حرفي-3 MYT                            | أيزو 3166-1 حرفي-2 YT                              | رمز مطار منظمة الطيران المدني الدولي بادئة(es) FM         |
| قائمة مفاتيح الهاتف لدول العالم +269                       | قائمة رموز بلدان اللجنة الأولمبية الدولية —       | النطاق الأعلى في ترميز الدولة .yt                  | منظمة الطيران المدني الدولي تسجيل الطائرات. بادئة (es) F- |
| الهوية الدولية لمشترك الجوال رمز البلد في الهاتف المحمول — | قائمة رموز أعضاء حلف الناتو رمز من ثلاثة حروف MYT | قائمة رموز أعضاء حلف الناتو رمز من حرفين (قديم) ME | مكتبة الكونغرس مارك (نظام فهرسة) OT                       |
| أرقام الهوية البحرية —                                     | قائمة رموز الاتحاد الدولي للاتصالات MYT           | رموز معايير معالجة المعلومات الفيدرالية MF         | رمز تسجيل المركبات الدولي —                               |
| GTIN بادئة (es) —                                          | رمز برنامج الأمم المتحدة الإنمائي —               | المنظمة العالمية للأرصاد الجوية رمز البلد —        | بادئة نداء الاتحاد الدولي للاتصالات —                     |

## المكسيك
| أيزو 3166-1 رقمي 484                                         | أيزو 3166-1 حرفي-3 MEX                            | أيزو 3166-1 حرفي-2 MX                              | رمز مطار منظمة الطيران المدني الدولي بادئة(es) MM                    |
| قائمة مفاتيح الهاتف لدول العالم +52                          | قائمة رموز بلدان اللجنة الأولمبية الدولية MEX     | النطاق الأعلى في ترميز الدولة .mx                  | منظمة الطيران المدني الدولي تسجيل الطائرات. بادئة (es) XA-, XB-, XC- |
| الهوية الدولية لمشترك الجوال رمز البلد في الهاتف المحمول 334 | قائمة رموز أعضاء حلف الناتو رمز من ثلاثة حروف MEX | قائمة رموز أعضاء حلف الناتو رمز من حرفين (قديم) MX | مكتبة الكونغرس مارك (نظام فهرسة) MX                                  |
| أرقام الهوية البحرية 345                                     | قائمة رموز الاتحاد الدولي للاتصالات MEX           | رموز معايير معالجة المعلومات الفيدرالية MX         | رمز تسجيل المركبات الدولي MEX                                        |
| GTIN بادئة (es) 750                                          | رمز برنامج الأمم المتحدة الإنمائي MEX             | المنظمة العالمية للأرصاد الجوية رمز البلد MX       | بادئة نداء الاتحاد الدولي للاتصالات 4AA-4CZ,6DA-6JZ,XAA-XIZ          |

## ولايات ميكرونيسيا المتحدة
| أيزو 3166-1 رقمي 582                                         | أيزو 3166-1 حرفي-3 FSM                            | أيزو 3166-1 حرفي-2 FM                              | رمز مطار منظمة الطيران المدني الدولي بادئة(es) PT          |
| قائمة مفاتيح الهاتف لدول العالم +691                         | قائمة رموز بلدان اللجنة الأولمبية الدولية FSM     | النطاق الأعلى في ترميز الدولة .fm                  | منظمة الطيران المدني الدولي تسجيل الطائرات. بادئة (es) V6- |
| الهوية الدولية لمشترك الجوال رمز البلد في الهاتف المحمول 550 | قائمة رموز أعضاء حلف الناتو رمز من ثلاثة حروف FSM | قائمة رموز أعضاء حلف الناتو رمز من حرفين (قديم) FM | مكتبة الكونغرس مارك (نظام فهرسة) FM                        |
| أرقام الهوية البحرية 510                                     | قائمة رموز الاتحاد الدولي للاتصالات FSM           | رموز معايير معالجة المعلومات الفيدرالية FM         | رمز تسجيل المركبات الدولي FSM (unofficial)                 |
| GTIN بادئة (es) —                                            | رمز برنامج الأمم المتحدة الإنمائي MIC             | المنظمة العالمية للأرصاد الجوية رمز البلد KA       | بادئة نداء الاتحاد الدولي للاتصالات V6A—V6Z                |

## مولدوفا
| أيزو 3166-1 رقمي 498                                         | أيزو 3166-1 حرفي-3 MDA                            | أيزو 3166-1 حرفي-2 MD                              | رمز مطار منظمة الطيران المدني الدولي بادئة(es) LU          |
| قائمة مفاتيح الهاتف لدول العالم +373                         | قائمة رموز بلدان اللجنة الأولمبية الدولية MDA     | النطاق الأعلى في ترميز الدولة .md                  | منظمة الطيران المدني الدولي تسجيل الطائرات. بادئة (es) ER- |
| الهوية الدولية لمشترك الجوال رمز البلد في الهاتف المحمول 259 | قائمة رموز أعضاء حلف الناتو رمز من ثلاثة حروف MDA | قائمة رموز أعضاء حلف الناتو رمز من حرفين (قديم) MD | مكتبة الكونغرس مارك (نظام فهرسة) MV                        |
| أرقام الهوية البحرية 214                                     | قائمة رموز الاتحاد الدولي للاتصالات MDA           | رموز معايير معالجة المعلومات الفيدرالية MD         | رمز تسجيل المركبات الدولي MD                               |
| GTIN بادئة (es) 484                                          | رمز برنامج الأمم المتحدة الإنمائي MOL             | المنظمة العالمية للأرصاد الجوية رمز البلد RM       | بادئة نداء الاتحاد الدولي للاتصالات ERA-ERZ                |

## موناكو
| أيزو 3166-1 رقمي 492                                         | أيزو 3166-1 حرفي-3 MCO                            | أيزو 3166-1 حرفي-2 MC                              | رمز مطار منظمة الطيران المدني الدولي بادئة(es) LN          |
| قائمة مفاتيح الهاتف لدول العالم +377                         | قائمة رموز بلدان اللجنة الأولمبية الدولية MON     | النطاق الأعلى في ترميز الدولة .mc                  | منظمة الطيران المدني الدولي تسجيل الطائرات. بادئة (es) 3A- |
| الهوية الدولية لمشترك الجوال رمز البلد في الهاتف المحمول 212 | قائمة رموز أعضاء حلف الناتو رمز من ثلاثة حروف MCO | قائمة رموز أعضاء حلف الناتو رمز من حرفين (قديم) MN | مكتبة الكونغرس مارك (نظام فهرسة) MC                        |
| أرقام الهوية البحرية 254                                     | قائمة رموز الاتحاد الدولي للاتصالات MCO           | رموز معايير معالجة المعلومات الفيدرالية MN         | رمز تسجيل المركبات الدولي MC                               |
| GTIN بادئة (es) —                                            | رمز برنامج الأمم المتحدة الإنمائي MNC             | المنظمة العالمية للأرصاد الجوية رمز البلد M3       | بادئة نداء الاتحاد الدولي للاتصالات 3AA-3AZ                |

## منغوليا
| أيزو 3166-1 رقمي 496                                         | أيزو 3166-1 حرفي-3 MNG                            | أيزو 3166-1 حرفي-2 MN                              | رمز مطار منظمة الطيران المدني الدولي بادئة(es) ZM          |
| قائمة مفاتيح الهاتف لدول العالم +976                         | قائمة رموز بلدان اللجنة الأولمبية الدولية MGL     | النطاق الأعلى في ترميز الدولة .mn                  | منظمة الطيران المدني الدولي تسجيل الطائرات. بادئة (es) JU- |
| الهوية الدولية لمشترك الجوال رمز البلد في الهاتف المحمول 428 | قائمة رموز أعضاء حلف الناتو رمز من ثلاثة حروف MNG | قائمة رموز أعضاء حلف الناتو رمز من حرفين (قديم) MG | مكتبة الكونغرس مارك (نظام فهرسة) MP                        |
| أرقام الهوية البحرية 457                                     | قائمة رموز الاتحاد الدولي للاتصالات MNG           | رموز معايير معالجة المعلومات الفيدرالية MG         | رمز تسجيل المركبات الدولي MGL                              |
| GTIN بادئة (es) 865                                          | رمز برنامج الأمم المتحدة الإنمائي MON             | المنظمة العالمية للأرصاد الجوية رمز البلد MO       | بادئة نداء الاتحاد الدولي للاتصالات JTA-JVZ                |

## الجبل الأسود
| أيزو 3166-1 رقمي 499                                         | أيزو 3166-1 حرفي-3 MNE                          | أيزو 3166-1 حرفي-2 ME                             | رمز مطار منظمة الطيران المدني الدولي بادئة(es) LY          |
| قائمة مفاتيح الهاتف لدول العالم +382                         | قائمة رموز بلدان اللجنة الأولمبية الدولية MGO   | النطاق الأعلى في ترميز الدولة .me                 | منظمة الطيران المدني الدولي تسجيل الطائرات. بادئة (es) 4O- |
| الهوية الدولية لمشترك الجوال رمز البلد في الهاتف المحمول 297 | قائمة رموز أعضاء حلف الناتو رمز من ثلاثة حروف — | قائمة رموز أعضاء حلف الناتو رمز من حرفين (قديم) — | مكتبة الكونغرس مارك (نظام فهرسة) MO                        |
| أرقام الهوية البحرية 262                                     | قائمة رموز الاتحاد الدولي للاتصالات MNE         | رموز معايير معالجة المعلومات الفيدرالية MJ        | رمز تسجيل المركبات الدولي MNE                              |
| GTIN بادئة (es) —                                            | رمز برنامج الأمم المتحدة الإنمائي —             | المنظمة العالمية للأرصاد الجوية رمز البلد M4      | بادئة نداء الاتحاد الدولي للاتصالات 4OA-4OZ                |

## مونتسرات
| أيزو 3166-1 رقمي 500                                         | أيزو 3166-1 حرفي-3 MSR                            | أيزو 3166-1 حرفي-2 MS                              | رمز مطار منظمة الطيران المدني الدولي بادئة(es) TR            |
| قائمة مفاتيح الهاتف لدول العالم +1 664                       | قائمة رموز بلدان اللجنة الأولمبية الدولية —       | النطاق الأعلى في ترميز الدولة .ms                  | منظمة الطيران المدني الدولي تسجيل الطائرات. بادئة (es) VP-M- |
| الهوية الدولية لمشترك الجوال رمز البلد في الهاتف المحمول 354 | قائمة رموز أعضاء حلف الناتو رمز من ثلاثة حروف MSR | قائمة رموز أعضاء حلف الناتو رمز من حرفين (قديم) MH | مكتبة الكونغرس مارك (نظام فهرسة) MJ                          |
| أرقام الهوية البحرية 348                                     | قائمة رموز الاتحاد الدولي للاتصالات MSR           | رموز معايير معالجة المعلومات الفيدرالية MH         | رمز تسجيل المركبات الدولي —                                  |
| GTIN بادئة (es) —                                            | رمز برنامج الأمم المتحدة الإنمائي MOT             | المنظمة العالمية للأرصاد الجوية رمز البلد M2       | بادئة نداء الاتحاد الدولي للاتصالات —                        |

## المغرب
| أيزو 3166-1 رقمي 504                                         | أيزو 3166-1 حرفي-3 MAR                            | أيزو 3166-1 حرفي-2 MA                              | رمز مطار منظمة الطيران المدني الدولي بادئة(es) GM          |
| قائمة مفاتيح الهاتف لدول العالم +212                         | قائمة رموز بلدان اللجنة الأولمبية الدولية MAR     | النطاق الأعلى في ترميز الدولة .ma                  | منظمة الطيران المدني الدولي تسجيل الطائرات. بادئة (es) CN- |
| الهوية الدولية لمشترك الجوال رمز البلد في الهاتف المحمول 604 | قائمة رموز أعضاء حلف الناتو رمز من ثلاثة حروف MAR | قائمة رموز أعضاء حلف الناتو رمز من حرفين (قديم) MO | مكتبة الكونغرس مارك (نظام فهرسة) MR                        |
| أرقام الهوية البحرية 242                                     | قائمة رموز الاتحاد الدولي للاتصالات MRC           | رموز معايير معالجة المعلومات الفيدرالية MO         | رمز تسجيل المركبات الدولي MA                               |
| GTIN بادئة (es) 611                                          | رمز برنامج الأمم المتحدة الإنمائي MOR             | المنظمة العالمية للأرصاد الجوية رمز البلد MC       | بادئة نداء الاتحاد الدولي للاتصالات 5CA-5GZ, CNA-CNZ       |

## موزمبيق
| أيزو 3166-1 رقمي 508                                         | أيزو 3166-1 حرفي-3 MOZ                            | أيزو 3166-1 حرفي-2 MZ                              | رمز مطار منظمة الطيران المدني الدولي بادئة(es) FQ          |
| قائمة مفاتيح الهاتف لدول العالم +258                         | قائمة رموز بلدان اللجنة الأولمبية الدولية MOZ     | النطاق الأعلى في ترميز الدولة .mz                  | منظمة الطيران المدني الدولي تسجيل الطائرات. بادئة (es) C9- |
| الهوية الدولية لمشترك الجوال رمز البلد في الهاتف المحمول 643 | قائمة رموز أعضاء حلف الناتو رمز من ثلاثة حروف MOZ | قائمة رموز أعضاء حلف الناتو رمز من حرفين (قديم) MZ | مكتبة الكونغرس مارك (نظام فهرسة) MZ                        |
| أرقام الهوية البحرية 650                                     | قائمة رموز الاتحاد الدولي للاتصالات MOZ           | رموز معايير معالجة المعلومات الفيدرالية MZ         | رمز تسجيل المركبات الدولي MOC                              |
| GTIN بادئة (es) —                                            | رمز برنامج الأمم المتحدة الإنمائي MOZ             | المنظمة العالمية للأرصاد الجوية رمز البلد MZ       | بادئة نداء الاتحاد الدولي للاتصالات C8A-C9Z                |